# 고강도 방전등

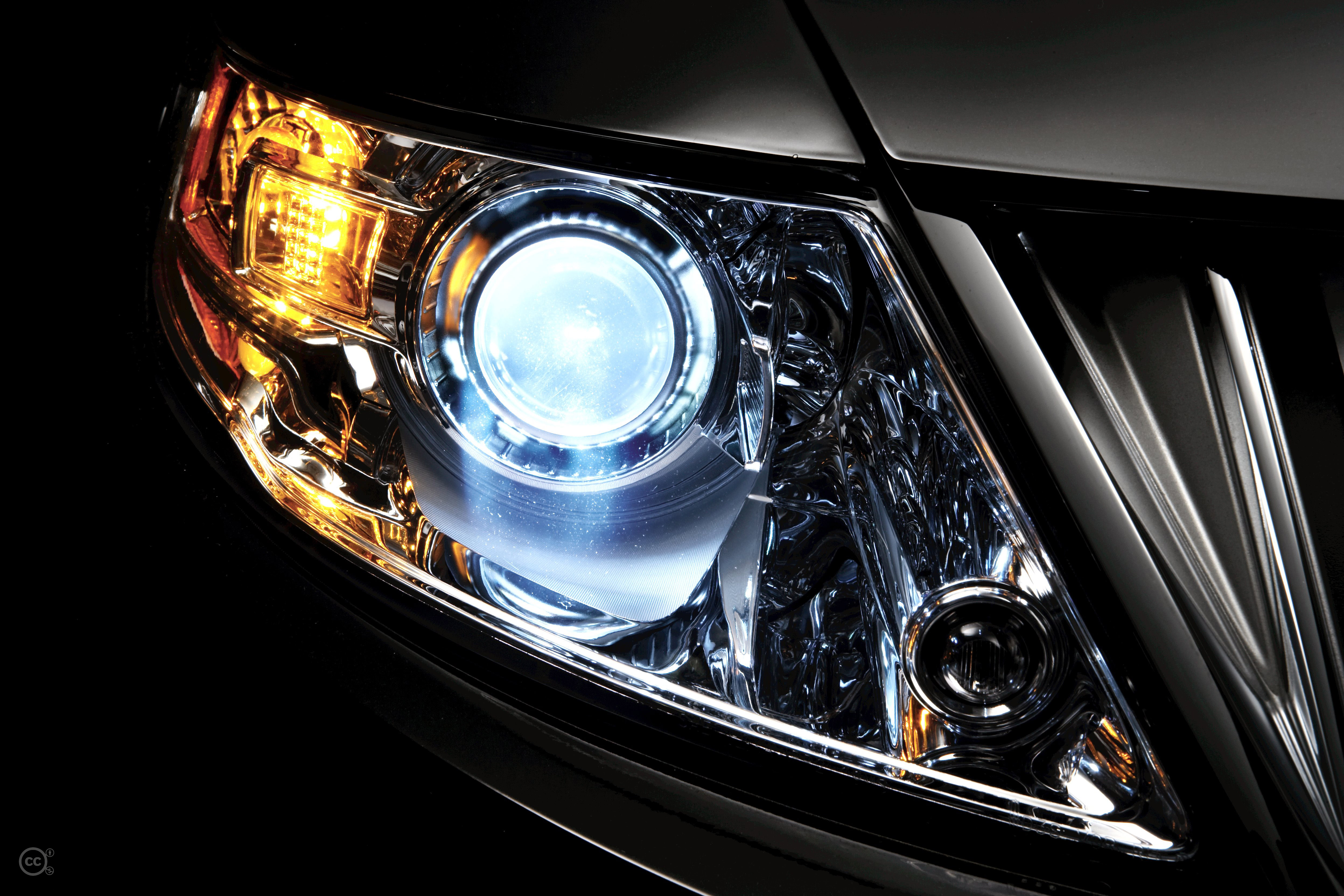
HID가 장착된 전조등

고강도 방전등(high-intensity discharge lamp, HID lamp) 또는 고휘도 방전등(高輝度放電燈)은 아크 방전식 전구의 일종으로서, (반)투명 융해 수정이나 알루미늄 튜브에 쌓인 텅스텐 전극과 아크 등으로 발광하는 방식이다. 이 튜브에는 가스와 금속염이 충전되어 있어서 최초 점광을 촉진해준다. 전호가 발광을 시작하면 금속염을 가열하여 기화시키고, 결과적으로 플라즈마가 생성되면 전구의 광도와 광량을 급증시키면서도 소모전력을 저하시킨다.
HID 전등은 형광등이나 백열전구에 비해 광스팩트럼 분포가 가시광선 범위에 훨씬 많이 분포되기에 광효율이 매우 좋으며, 따라서 같은 전력 공급 대비 훨씬 많은 광량을 공급해준다.
대규모 프로젝션 시스템 등 여러 산업분야에 쓰이며, 실생활에서는 자동차 전조등 제품관련 산업분야가 발달되어 있다. 고가 차량 제품에 HID를 기본장착 출시하는 차량 제조사도 있으며, 구입후 사용자의 의지에 따라 HID를 추가 장착하기도 한다.

## 찬반 논란
HID 전조등은 기존 전조등에 비해 광도가 밝아서 피조사 입장이 되는 선두차량 운전자의 백미러 등을 통해 시야를 방해할 가능성이 있으므로 여러 가지 찬반 논란이 있어왔다. 과도하게 밝은 HID 전조등은 대한민국 도로교통법에 규정된 시야방해 관련 조항으로 단속의 대상이 될 수 있다. 합법적으로 차량에 HID를 장착하기 위해서는 각도조정 및 광량 조절회로 등 몇 가지 일정 기준을 지켜야 한다.